# Thyridia psidii
Thyridia psidii är en fjärilsart som beskrevs av Carl von Linné 1758. Thyridia psidii ingår i släktet Thyridia och familjen praktfjärilar. Inga underarter finns listade i Catalogue of Life.

## Bildgalleri

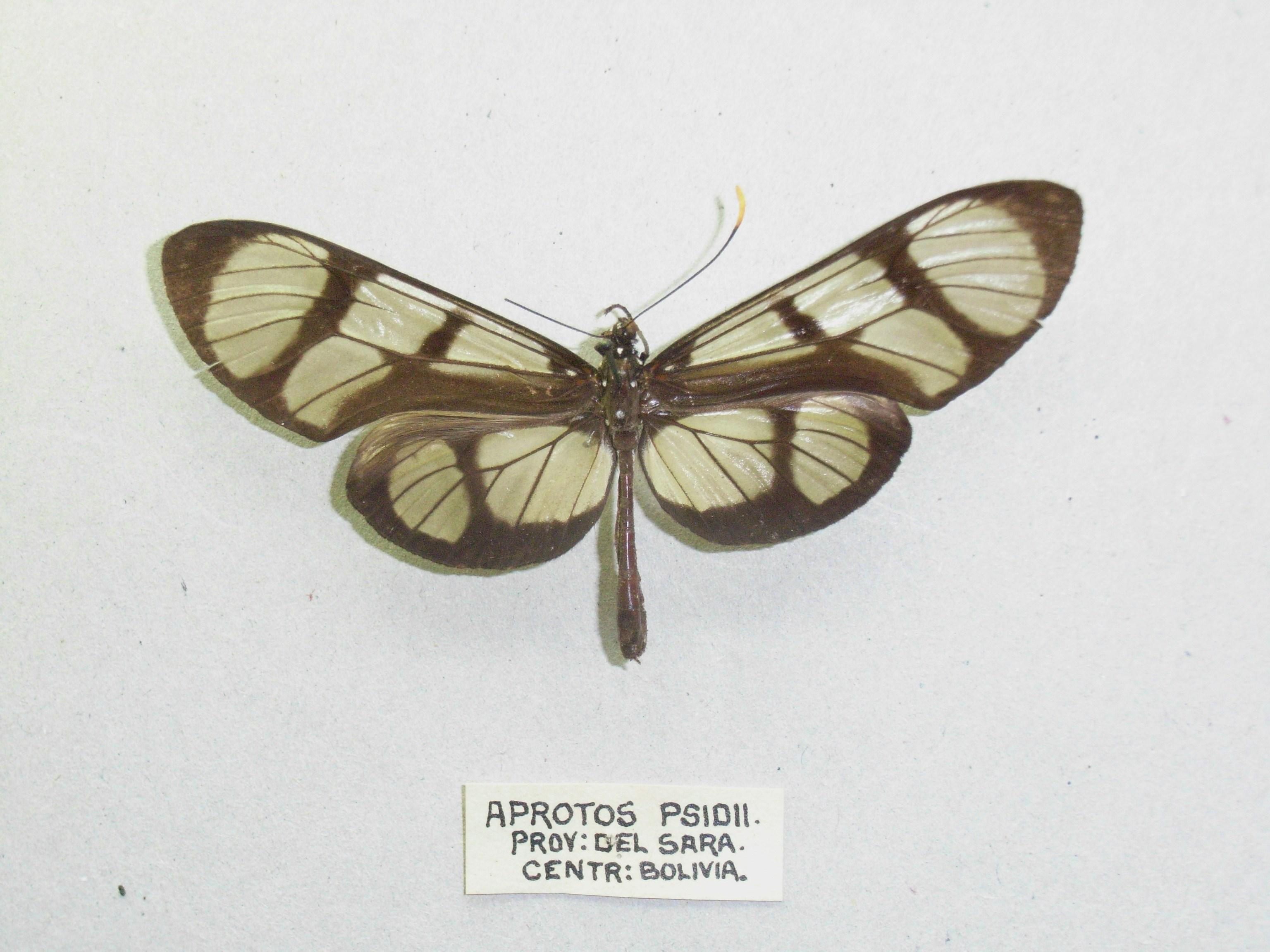
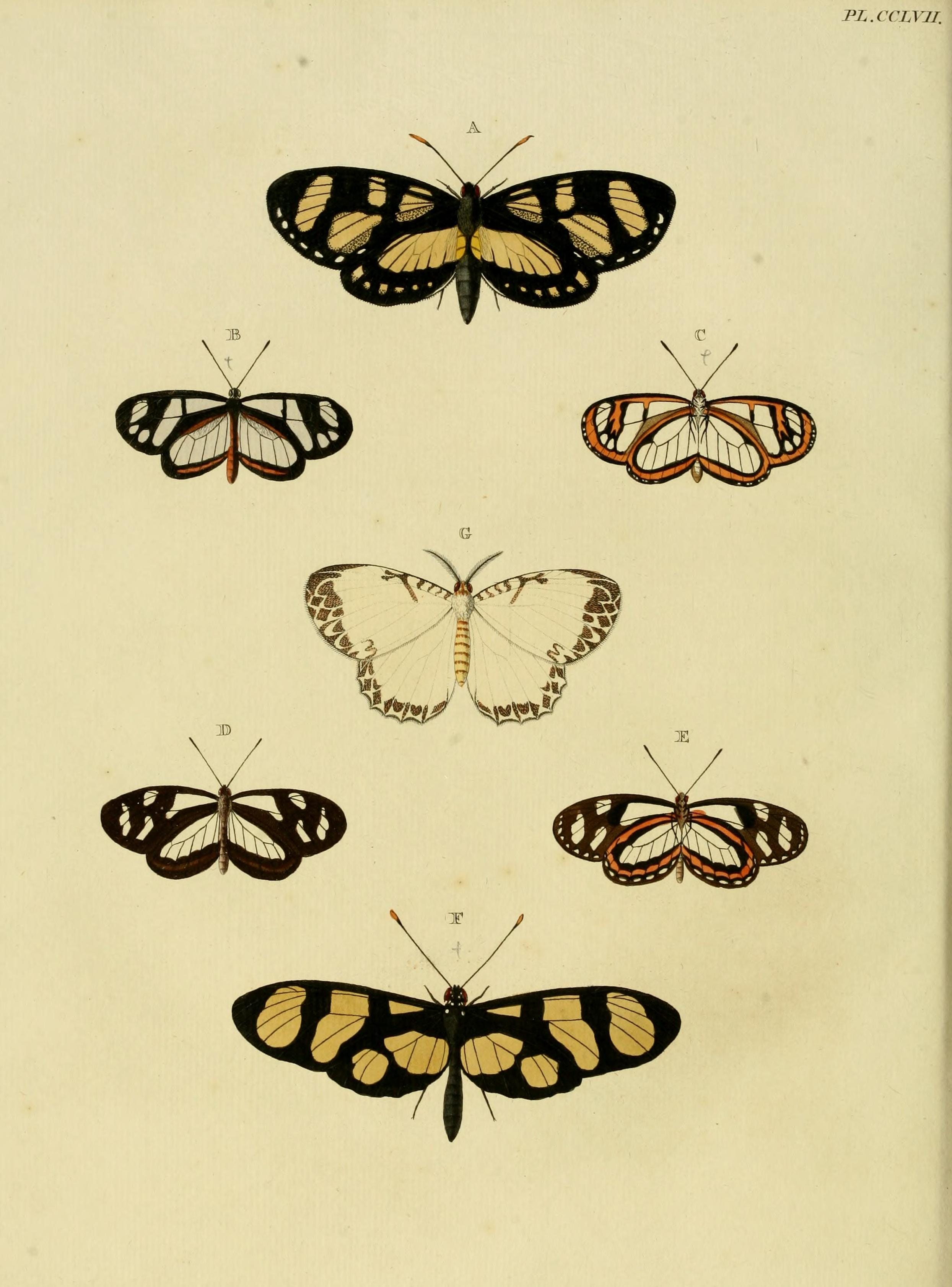
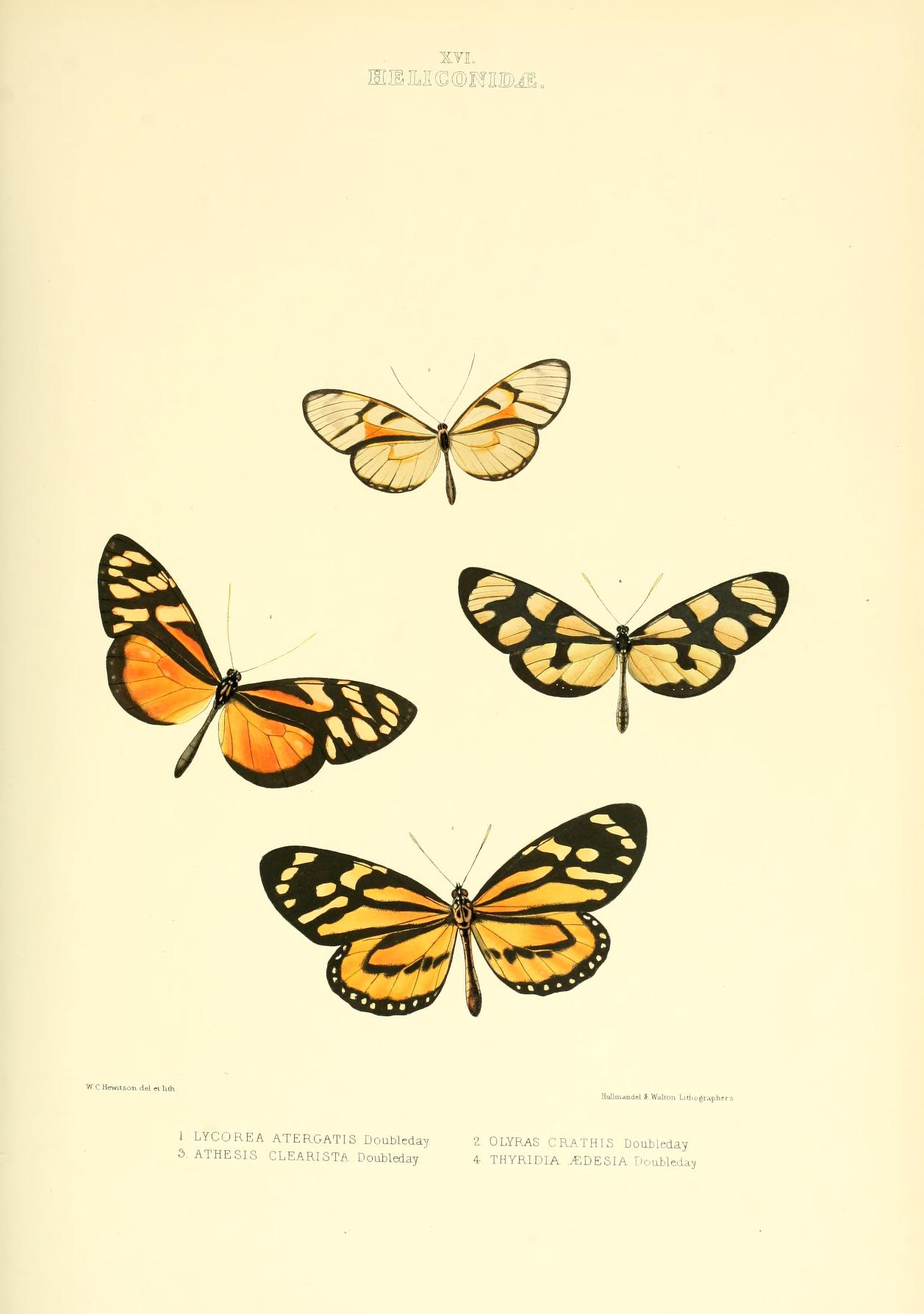
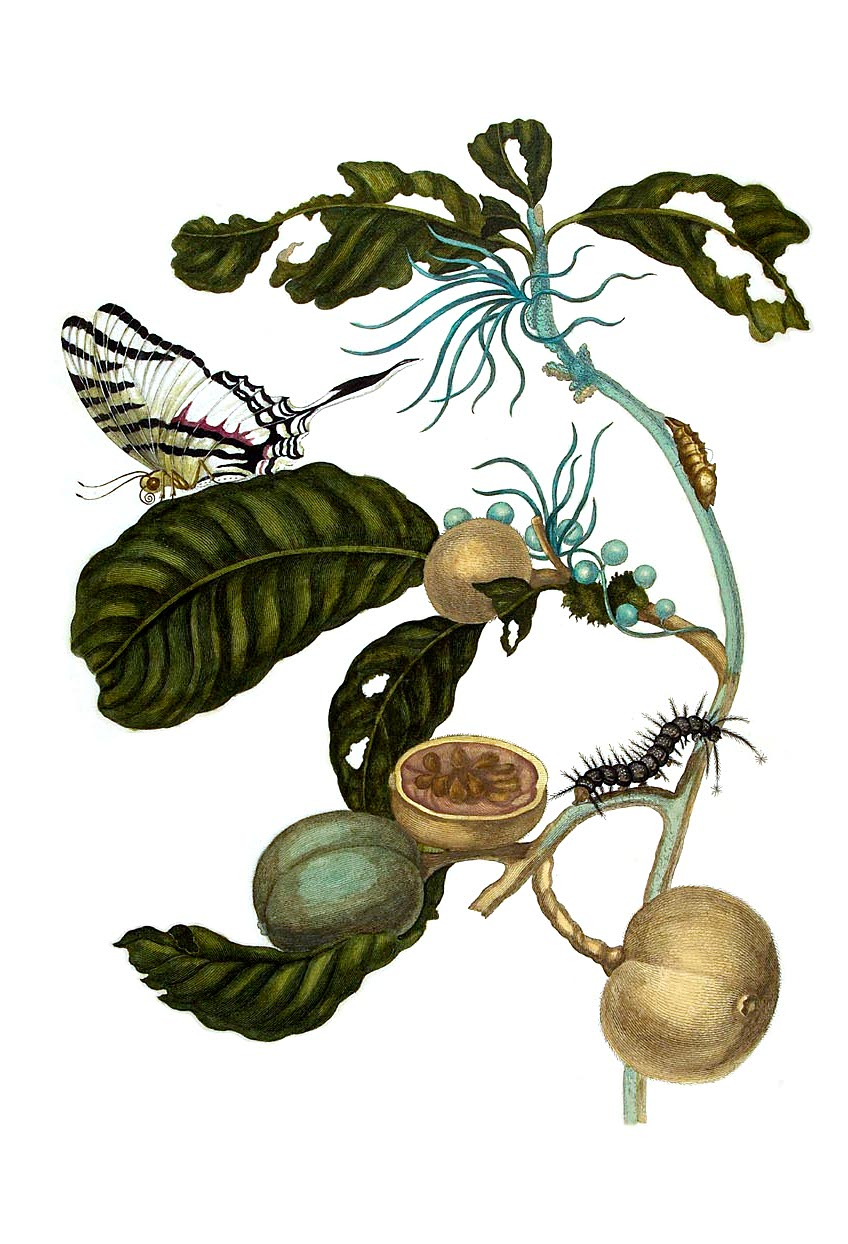
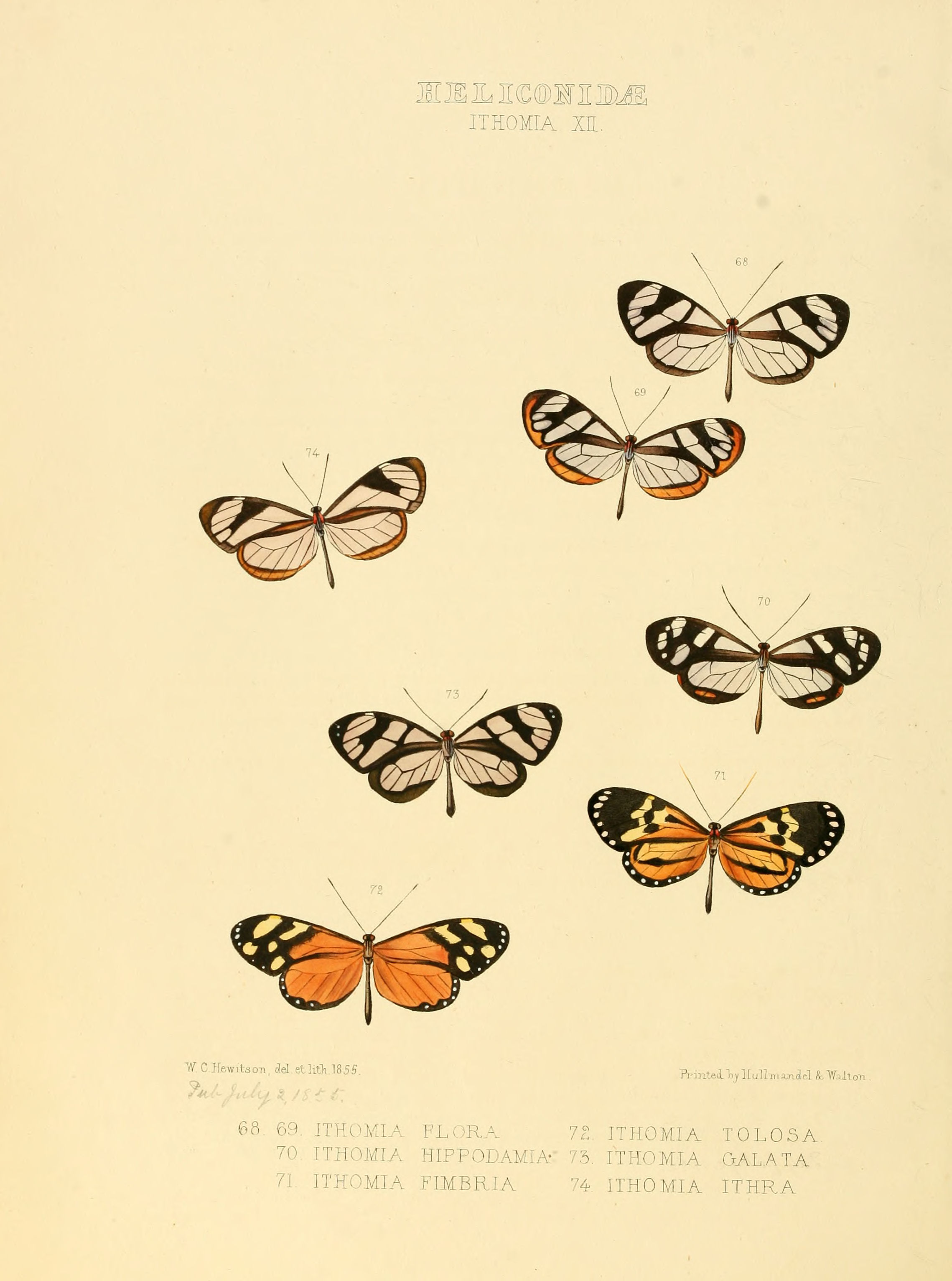